# Патрис Кълърс
Патрис Мари Хан-Кълърс Бриняк (на английски: Patrisse Marie Khan-Cullors Brignac) е американска общественичка.

## Биография
Родена е на 10 юни 1983 година в Лос Анджелис в семейството на самотна майка от афроамерикански произход. Получава бакалавърска степен по религия и философия в Калифорнийския университет – Лос Анджелис и магистърска по изкуство в Южнокалифорнийския университет.
През следващите години преподава в Колежа по изкуство и дизайн „Отис“ в Лос Анджелис. Широка известност получава през 2013 година, когато става един от основателите на движението срещу полицейското насилие срещу чернокожи „Блек Лайвс Метър“, което оглавява до 2021 година.
Определя се като куиър. През 2016 г. сключва брак с Джаная Кан, активистка за човешки права и съоснователка на Блек Лайвс Матър в Торонто.